# 东方饭店
31°13′57″N 121°28′23″E / 31.23242°N 121.47310°E

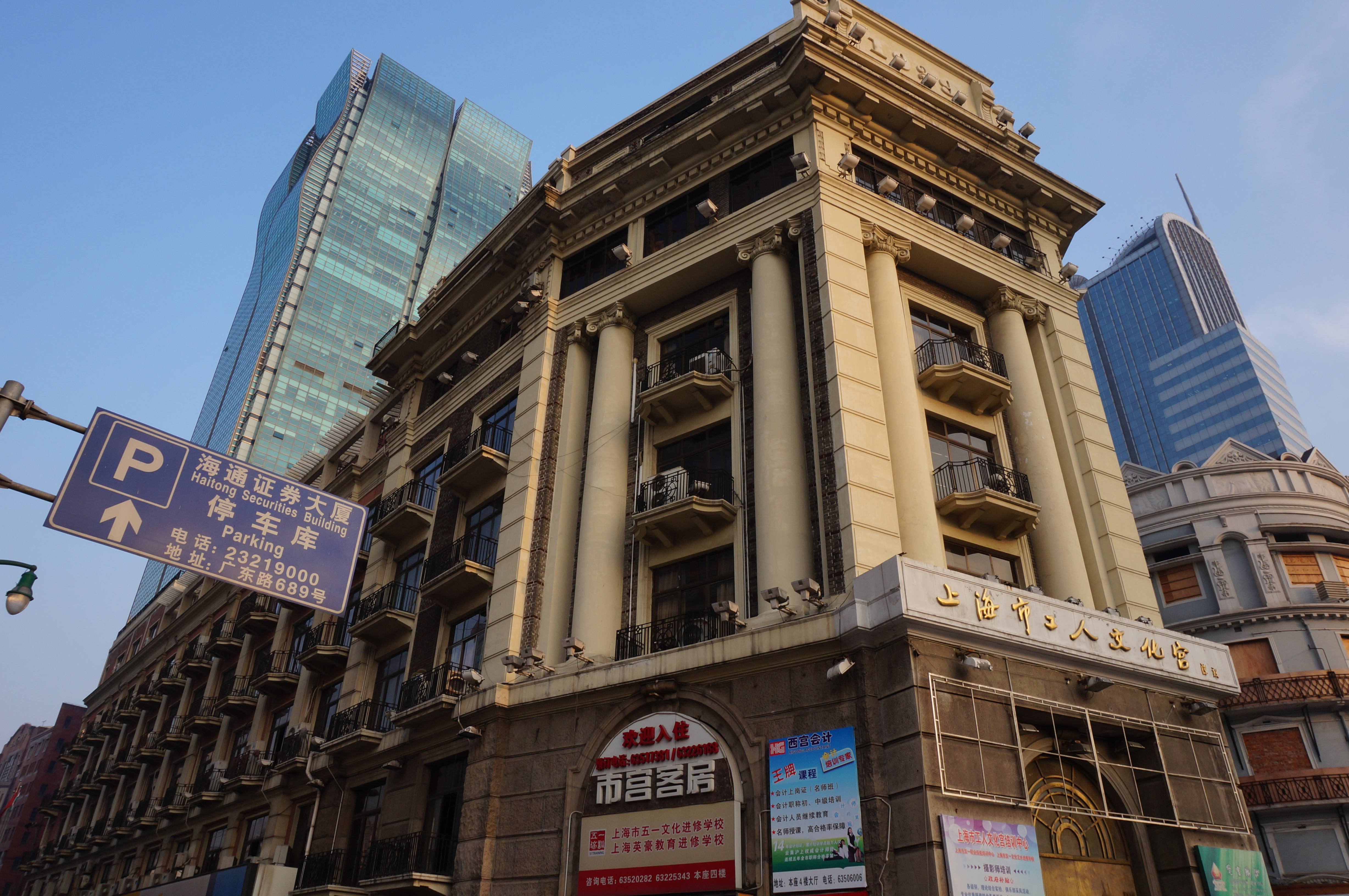
东方饭店

东方饭店是中国上海的一座历史建筑，位于黄浦区西藏中路120号。该建筑建于1929年，高7层，1950年9月30日變更為上海市工人文化宫。
1994年，该建筑列为第二批上海市优秀历史建筑，编号A-Ⅲ-050。。